# Yvonne Daldossi
Yvonne Daldossi, née le 26 janvier 1992 est une patineuse de vitesse italienne.  

## Palmarès

### Jeux olympiques d'hiver
| Épreuve / Édition   | 500 mètres | 1 000 mètres | 1 500 mètres | 3 000 mètres | 5 000 mètres | Mass start | Poursuite par équipes |
| JO 2014 Sotchi      | 30e        | —            | —            | —            | —            | —          | —                     |
| JO 2018 Pyeongchang |            | 30e          | —            | —            | —            | —          | —                     |

Légende :
- : première place, médaille d'or
- : deuxième place, médaille d'argent
- : troisième place, médaille de bronze
- : pas d'épreuve
- — : Non disputée par le patineur
- DSQ : disqualifiée